# Блокада (филм)
„Блокада“ (на английски: The Siege) е американски екшън трилър от 1998 г. на режисьора Едуард Зуик, по сценарий на Лорънс Райт, Мено Мейджес и Едуард Зуик. Във филма участват Дензъл Уошингтън, Анет Бенинг, Брус Уилис и Тони Шалуб.